# Dungeon (jeu vidéo)
Pour le magazine, voir Dungeon.
 (août 2018).
Si vous disposez d'ouvrages ou d'articles de référence ou si vous connaissez des sites web de qualité traitant du thème abordé ici, merci de compléter l'article en donnant les références utiles à sa vérifiabilité et en les liant à la section « Notes et références ».
Dungeon est l'un des premiers jeux vidéo de rôle, sorti sur la plate-forme PDP-10 de DEC vers 1975.

## Caractéristiques
Dungeon est écrit en 1975 ou 1976 par Don Daglow, alors étudiant à l'Université de Claremont, en Californie. Le jeu est une implémentation (sans autorisation) du jeu de rôle Donjons et Dragons, alors récemment publié, et décrit les mouvements d'une équipe de plusieurs joueurs à travers un donjon remplis de monstres. Les joueurs choisissent les actions de combat à effectuer et où déplacer leurs personnages ; ceux-ci gagnent des points d'expérience et des compétences au fil du jeu.

## Graphismes
Bien que Dungeon soit nominalement joué en mode texte, il est le premier jeu à schématiser ce que voient les personnages joués. Il affiche une carte du donjon, vu de dessus, indiquant les portions du terrain de jeu que l'équipe a aperçu, permettant l'affichage des zones éclairées ou sombres et les différentes capacités visuelles des elfes, nains, etc., une caractéristique rendue possible par le remplacement des anciens téléscripteurs et imprimantes par des écrans à tube cathodique pendant les années 1970, pour l'affichage informatique.

## Distribution
Bien que Dungeon soit largement accessible par l'intermédiaire de DECUS (un groupe d'utilisateur des systèmes DEC), il est choisi par moins d'universités et de systèmes que Star Trek, un jeu vidéo écrit par Daglow en 1971, principalement parce qu'il nécessite 36 ko de mémoire contre 32 ko pour ce dernier — une quantité significative à l'époque. Beaucoup d'écoles considèrent alors les jeux vidéo comme un moyen d'intéresser les étudiants aux ordinateurs, mais les préfèrent peu gourmands et rapides à jouer afin de réserver le maximum de temps pour des utilisations plus sérieuses. Au début des années 1970, de nombreuses écoles américaines limitent à 32 ko la taille maximale des jeux vidéo autorisés ; sur certains campus, cette taille est abaissée à 16 ko.